# Kalle Manninen
Karl (Kalle) Anton Manninen, född 30 juli 1892 i Pori, död 5 maj 1962, var en finsk journalist.
Manninens föräldrar var målare Anton Abraham Manninen och Sofia Rosendahl-Hannula. Han avlade examen från gymnasiet 1913 och var medlem i jägarrörelsen. Manninen var överkonstapel vid Helsingfors polisavdelning 1917 och aktuarie 1918. Under inbördeskriget kommenderade Manninen 3:e regementets 2. bataljon i Helsingfors röda garde.
Manninen var redaktör för Finska socialdemokraten från 1918 till 1926, samt 1928 till 1948 och var sedan medarbetare i tidningen. Han var chef för Arbetarpressens nyhetsbyrå från 1926 till 1928. Manninen var styrelseledamot och sekreterare för Finlands socialdemokratiska tidningsförening 1927–1947. Han var också styrelsemedlem och andra vice ordförande i Finska Journalistförbundet.
Kalle Manninen var sedan 1918 gift med Nanna Sofia Kuittinen.